# Sergio Volpi
Sergio Volpi (* 2. Februar 1974 in Orzinuovi) ist ein ehemaliger italienischer Fußballspieler.

## Karriere
Sergio Volpi begann seine Profikarriere bei Brescia Calcio. Dort konnte er sich vorerst nicht durchsetzen und wurde für die Spielzeit 1994/95 zum damaligen Drittligisten Carrarese Calcio verliehen. Er konnte sich beim Verein einen Stammplatz erkämpfen, blieb jedoch in 23 Partien in der Serie C1 ohne Torerfolg. Nach seiner Rückkehr zu Brescia Calcio erspielte sich der Mittelfeldakteur beim inzwischen in die Serie B abgestiegenen Verein einen Stammplatz und erzielte am 12. November 1995 bei der 2:1-Niederlage im Auswärtsspiel bei der AC Ancona seinen ersten Treffer in einer Profiliga.
Im Sommer 1996 unterzeichnete er beim Ligakonkurrenten AS Bari, bei dem er seine Trefferquote steigern konnte und mit den Apuliern den Aufstieg in die Serie A schaffte. Die Saison 1997/98 wurde auch dank seiner vier Saisontore, die dem Verein drei Zähler einbrachten, auf dem 11. Rang abgeschlossen und somit der Klassenerhalt erreicht. Er verließ zur folgenden Spielzeit den Verein und schloss sich dem SSC Venedig an. Nachdem er in der Spielzeit 1998/99 mit Venedig noch den Ligaerhalt erringen konnte, folgte im Folgejahr der Abstieg in die Zweitklassigkeit. Mit seinem folgenden Arbeitgeber Piacenza Calcio gelang ihm der erneute Aufstieg in die höchste Spielklasse und im Folgejahr der Klassenerhalt. Im Sommer 2002 nahm ihn der damals in der Serie B spielende Genueser Verein Sampdoria Genua unter Vertrag.
Auch mit den Blucerchiati gelang ihm die sofortige Rückkehr in die höchste italienische Liga, Volpi trug mit acht Saisontoren in 35 Partien zum Erfolg des Teams bei. Auch in den folgenden Jahren zählte der Mittelfeldspieler zum Stammpersonal des Vereins. Während dieser Zeit wurde er erstmals in die italienische Nationalmannschaft berufen und debütierte am 18. Februar 2004 in der Partie gegen Tschechien für die Squadra Azzurra. Er lief nach 82 Minuten als Einwechselspieler für Simone Perrotta aufs Feld, das Spiel endete mit einem 2:2-Unentschieden. Sein zweiter Einsatz folgte genau sechs Monate später am 18. August 2004. Beim freundschaftlichen Länderspiel in Island war er Teil der Mannschaft, die überraschend mit 2:0 unterlag. Die Treffer für Island erzielten Gylfi Einarsson und Eiður Guðjohnsen.
Seine größten Erfolge mit Sampdoria Genua erreichte in der Spielzeit 2004/05 mit dem fünften Endrang in der Serie A und der damit verbundenen Qualifikation für den UEFA-Pokal. Nachdem in der ersten Runde der portugiesische Vertreter Vitória Setúbal besiegt wurde, folgte in der Gruppenphase das Ausscheiden aus dem Wettbewerb. Ausschlaggebend war dabei eine 2:1-Niederlage im letzten Gruppenspiel gegen den RC Lens. Im Sommer 2008 unterzeichnete Volpi nach sechs Jahren in Genua beim FC Bologna. Nachdem er dort eine Saison als Stammspieler verbracht hatte, wechselte er zum Zweitligisten Reggina Calcio. Im Januar 2010 gaben ihn diese bis zum Saisonende leihweise an Atalanta Bergamo ab.
Im Juli 2010 unterschrieb er einen Kontrakt beim Zweitligisten Piacenza Calcio.